# Inglês britânico
Inglês britânico é o termo que se refere à língua inglesa falada habitualmente no Reino Unido, que engloba Inglaterra, Escócia, País de Gales e Irlanda do Norte. Cada um desses países tem diferenças de pronúncia e de vocabulário, o que faz o inglês britânico bastante diversificado.
As diferenças entre o inglês britânico e o inglês americano não se limitam somente à pronúncia, mas se aplicam também ao vocabulário, ortografia e estruturas gramaticais. Tais diferenças são comparáveis às diferenças entre o português de Portugal e o português do Brasil.

## Vocabulário
Apesar do inglês britânico e o americano serem muito parecidos, existem diferenças lexicais importantes. A seguir alguns exemplos mais comuns:
| Inglês britânico                | Inglês americano    | Tradução em português       |
| ------------------------------- | ------------------- | --------------------------- |
| centre                          | center              | centro                      |
| metre                           | meter               | metro                       |
| colour                          | color               | cor                         |
| catalogue                       | catalog             | catálogo                    |
| dialogue                        | dialog              | diálogo (conversa)          |
| braces                          | suspenders          | suspensórios                |
| pavement                        | sidewalk            | passeio (ou calçada)        |
| boot                            | trunk               | porta-malas                 |
| lorry                           | truck               | camião, caminhão            |
| nappy                           | diaper              | fralda                      |
| fire brigade                    | fire department     | corpo de bombeiros          |
| motorway                        | freeway, expressway | autoestrada                 |
| to let                          | for rent            | aluga-se                    |
| postman                         | mailman             | carteiro                    |
| flatmate                        | roommate            | colega de quarto            |
| curriculum vitae                | resume              | currículo                   |
| queue                           | line                | fila                        |
| chemist´s                       | drugstore           | farmácia                    |
| unpaved road                    | dirt road           | estrada de terra            |
| underground                     | subway              | metrô, metro, metropolitano |
| football                        | soccer              | futebol                     |
| American football               | football            | futebol americano           |
| trousers                        | pants               | calças                      |
| flat                            | apartment           | apartamento                 |
| ground floor                    | first floor         | rés-do-chão, andar térreo   |
| toilet, loo                     | bathroom, restroom  | casa de banho, banheiro     |
| wardrobe                        | closet              | guarda-roupa                |
| car park                        | parking lot         | parque de estacionamento    |
| roundabout                      | rotary              | rotunda                     |
| biscuits                        | cookies             | biscoitos                   |
| sweets                          | candies             | doces                       |
| postcode                        | zipcode             | código postal               |
| number plate                    | license plate       | matrícula, placa de veículo |
| fortnight                       | two weeks           | quinzena, duas semanas      |
| lift                            | elevator            | elevador                    |
| town centre, city centre        | downtown            | centro da cidade, baixa     |
| autumn                          | fall                | outono                      |
| aeroplane                       | airplane            | avião                       |
| rubber                          | eraser              | borracha de apagar          |
| courgette                       | zucchini            | abobrinha                   |
| cotton bud                      | cotton swab         | Cotonete®                   |
| accelerator                     | gas pedal           | acelerador                  |
| smash                           | crash               | colisão                     |
| hard shoulder                   | breakdown lane      | berma, faixa de segurança   |
| mouth ulcer                     | canker sores        | afta                        |
| gear level, gear stick          | gear shift          | alavanca de velocidades     |
| candyfloss                      | cotton candy        | algodão doce                |
| ring road                       | beltway             | anel rodoviário             |
| aerial                          | antenna             | antena (TV, rádio)          |
| anticlockwise                   | counter-clockwise   | anti-horário (sentido)      |
| brace                           | braces [pl]         | aparelho (dental)           |
| maths                           | math                | matemática                  |
| terraces [pl]                   | bleachers [pl]      | arquibancada                |
| filing cabinet                  | file cabinet        | arquivo (móvel)             |
| hand luggage                    | carry-on baggage    | bagagem de mão              |
| fancy dress party               | costume party       | festa à fantasia            |
| bath                            | bathtub             | banheira                    |
| drinks cabinet                  | liquor cabinet      | bar (armário)               |
| pack of cards                   | deck os cards       | baralho                     |
| plaster                         | Band-Aid®           | Band-Aid                    |
| aubergine                       | eggplant            | beringela, berinjela        |
| beetroot                        | beet                | beterraba                   |
| fresher                         | fresh               | calo[u]iro estudantil       |
| return ticket                   | round-trip ticket   | bilhete de ida e volta      |
| single ticket                   | one-way ticket      | bilhete simples, de ida     |
| lifebuoy                        | life preserver      | boia salva-vidas            |
| tram                            | streetcar           | bondinho                    |
| holidays                        | vacations           | férias                      |
| programme (except in computing) | program             | programa                    |

## Ortografia
Algumas características:
- Terminação -our (colour, honour, humour), enquanto no inglês americano utiliza-se -or (color, honor, humor)
- Os verbos derivados da terminação grega '-izo' são escritos no inglês britânico com a grafia -ise (organise, realise, recognise), enquanto os norte-americanos usam -ize (organize, realize, recognize)
- Terminação -re (centre, theatre), enquanto no inglês americano utiliza-se -er (center, theater)
- Diferenciação sonora de certas palavras do inglês americano (can't, better, first, last).

Muitas das diferenças entre a ortografia americana e a ortografia britânica têm a sua origem no tempo em que a língua inglesa ainda não tinha sido estandardizada.
A tabela abaixo ilustra algumas diferenças ortográficas:
| Inglês britânico | Inglês americano | Português             |
| ---------------- | ---------------- | --------------------- |
| cheque           | check            | cheque                |
| grey             | gray             | cinzento, cinza       |
| omelette         | omelet           | omelete               |
| tyre             | tire             | pneu                  |
| colour           | color            | cor                   |
| labour           | labor            | trabalho              |
| centre           | center           | centro                |
| advise           | advice           | avisar                |
| defence          | defense          | defesa                |
| organise         | organize         | organizar             |
| realise          | realize          | realizar, compreender |
| analyse          | analyze          | analisar              |
| catalogue        | catalog          | catálogo              |
| cancelled        | canceled         | cancelado             |
| ageing           | aging            | envelhecimento        |

## Gramática
| Inglês britânico           | Inglês americano              | Tradução em português            |
| -------------------------- | ----------------------------- | -------------------------------- |
| Write to me soon           | Write me soon                 | Escreve-me/Escreva-me em breve   |
| Stay at home               | Stay home                     | Fica/Fique em casa               |
| Go and watch TV            | Go watch TV                   | Vai ver /Vá assistir TV          |
| I've just seen him         | I just saw him                | Eu acabei de vê-lo               |
| Have you heard the news?   | Did you hear the news?        | Tu/Você ouviste/ouviu a notícia? |
| Your accent has got better | Your accent has gotten better | O teu/seu sotaque melhorou       |

## Pronúncia
Embora não afete de modo geral a compreensão, o inglês britânico e o americano possuem sensíveis diferenças na pronúncia. A pronúncia em algumas ex-colônias inglesas, especialmente as da Oceânia, são quase idênticas à do Reino Unido.
O inglês americano tem os sons mais abertos e muitas vezes anasalados;
Por exemplo, “can't” no inglês americano seria /kænt/. No britânico, por sua vez, ficaria /kɑːnt/.
Toda palavra que termina com "er" se pronuncia com som próximo ao "a" no inglês britânico. O "r" no meio e no fim das palavras, como em "park" ou "river", fica, na maioria das regiões da Inglaterra, sem som nenhum. Nos Estados Unidos, essa letra tem um pronúncia forte. Além disso, a letra z no inglês britânico é escrita e pronunciada "zed", enquanto no inglês americano é escrita e pronunciada "zee". Esta regra aplica-se também em algumas palavras, exemplo: Zebra (animal); inglês britânico = "Zêhbra", inglês americano = "Zeebra".
Diferente do inglês americano, em que a pronúncia do /t/ entre vogais soa como um "d" ou "r" suave (chamado em fonética de "vibrante alveolar" /ɾ/), no sotaque britânico o /t/ é sempre pronunciado claramente e bem aspirado. Palavras como "better" são pronunciadas em inglês americano como [ˈbɛɾɚ]. Isso não acontece no inglês britânico, em que a pronúncia é [ˈbetə].
Já em alguns dialetos do inglês britânico, o “t” é substituído por um som chamado de “oclusiva glotal” /ʔ/, que corresponde a uma breve pausa entre as sílabas. A palavra “water” é pronunciada como [ˈwɔːʔə].